# Dans la purée de Londres
Dans la purée de Londres (Blind Adventure) est un film américain réalisé par Ernest B. Schoedsack et sorti en 1933.

## Synopsis
Un Américain se retrouve au milieu d'une intrigue internationale à Londres, et tente de percer le mystère.

## Fiche technique
- Titre original : Blind Adventure
- Réalisation : Ernest B. Schoedsack
- Scénario : Ruth Rose, Robert Benchley[2]
- Producteurs : Merian C. Cooper, David Lewis
- Photographie : 	Henry W. Gerrard
- Montage : Ted Cheesman
- Musique : Roy Webb
- Distributeur : RKO Radio Pictures
- Durée : 65 minutes
- Date de sortie : 
  - États-Unis : 18 août 1933

## Distribution
- Robert Armstrong : Richard Bruce
- Helen Mack : Rose Thorne
- Roland Young : Holmes the Burglar
- Ralph Bellamy : Jim Steele
- John Miljan : Regan, Gang Leader
- Beryl Mercer : Elsie, the Maid
- Tyrell Davis : Gerald Fairfax

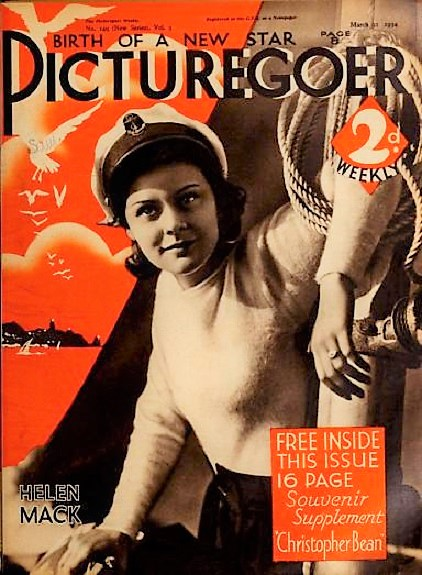
Helen Mack en 1933.

- Henry Stephenson : Major Archer Thorne
- Laura Hope Crews : Lady Rockingham
- Forrester Harvey : Coffee Wagon Proprietor
- Marjorie Gateson : Mrs. Grace Thorne
- John Warburton : Reggie
- Phyllis Barry : Gwen